# Jean-Michel Lapin
Jean-Michel Lapin es un médico y político haitiano. Se desempeñó como primer ministro interino de Haití desde 21 de marzo de 2019 hasta el 4 de marzo de 2020.
Comenzó su carrera como funcionario en el Ministerio de Salud Pública entre 1988 y 1989. Luego fungió cómo administrador en la Biblioteca Nacional de Haití (1989-2007), hasta que en febrero de 2007 pasó a ser funcionario del Ministerio de Cultura.
Se desempeña como Ministro de Cultura desde septiembre de 2018 y es director del Instituto Nacional de Música de Haití (INAMUH).
Fue nombrado como primer ministro interino del país por el presidente Jovenel Moïse en el contexto de las protestas en Haití de 2019, tras la destitución de Jean-Henry Céant por la Cámara de Diputados.